# 가타오카촌 (시가현)
가타오카촌(片岡村)은 시가현 이카군에 설치되었던 촌이다.